# Tramvajová doprava v Bělostoku
Mezi lety 1895 a 1915 provozovalo polské město Bělostok relativně malou síť koněspřežné tramvaje.

## Historie
Provoz koněspřežné dráhy v Bělostoku byl zahájen v roce 1895 na převážně jednokolejných úzkorozchodných (1000 mm) tratích Nádraží – ulice Svatojánská (ulica Świętojańska) a Nádraží – Las Zwierzyniecki s výhybnami. Tramvaje ve městě jezdily do přelomu léta a podzimu 1915, kdy během první světové války obsadily Bělostok německé jednotky. Poté již nebyl provoz tramvají nikdy obnoven, ačkoliv se během první i druhé poloviny 20. století několikrát hovořilo o opětovném zavedení tramvajové dopravy v Bělostoku, tentokrát elektrické. Žádné plány nebo projekty však nebyly realizovány.